# 大互薬品
大互薬品株式会社（だいごやくひん）は、愛知県名古屋市千種区猪高町大字猪子石字下竹越27に本社を置く、医薬品・医療機器・医療用検査試薬・一般用医薬品等の卸売販売をおこなう企業であった。現在は、アルフレッサグループの一社「シーエス薬品」である。

## 概要
- 代表取締役社長　栗林金一
- 資本金 1200万円

## 沿史
- 昭和23年1月9日設立
- 昭和61年4月名古屋市の中薬株式会社に吸収合併される

## 営業所
- 愛知県:名古屋

## 主な取引メーカー
- 武田薬品92％
- その他8％